# Таубман, Анатоль
Анатоль Таубман (нем. Anatole Taubman; род. 23 декабря 1970, Цюрих, Швейцария) — швейцарский актёр и продюсер, посол доброй воли ЮНИСЕФ.

## Биография
Анатоль Таубман родился 23 декабря 1970 в Цюрихе, Швейцария, в семье с русскими, польскими, словацкими и австрийскими корнями. Трое его дедушек погибли во время Холокоста.
В 1991 он окончил частную гимназию при Айнзидельнском монастыре, после чего переехал в США. В Нью-Йорке он обучался в театральной школе «Circle in the Square», из которой он выпустился в 1994. Дебютировал спустя четыре года, начав сниматься на немецком телевидении.
Международную известность Таубман получил после съёмок в фильме «Квант милосердия» о британском шпионе Джеймсе Бонде — швейцарский актёр сыграл Элвиса, комичного приспешника главного антагониста Доминика Грина.

## Фильмография
| Год  |   | Русское название                     | Оригинальное название              | Роль                   |
| ---- | - | ------------------------------------ | ---------------------------------- | ---------------------- |
| 2001 | с | Братья по оружию                     | Band of Brothers                   | Отто Херцфельд         |
| 2002 | ф | Эквилибриум                          | Equilibrium                        | техник крематория      |
| 2003 | с | Телефон полиции — 110                | Polizeiruf 110                     | Марк Джакомелло        |
| 2004 | с | Война Фойла                          | Foyle's War                        | Раймунд Вайсер         |
| 2005 | ф | Эон Флакс                            | Æon Flux                           | отец Саши Прилло       |
| 2006 | ф | Каннибал из Ротенбурга               | Grimm Love                         | нетерпеливый мужчина   |
| 2007 | ф | Кровь и шоколад                      | Blood & Chocolate                  | бармен                 |
| 2008 | ф | Заложница                            | Taken                              | Дардан                 |
| 2008 | ф | Спиди-гонщик                         | Speed Racer                        | репортёр               |
| 2008 | с | Тюдоры                               | The Tudors                         | палач Жан Ромбо        |
| 2008 | ф | Квант милосердия                     | Quantum of Solace                  | Элвис                  |
| 2009 | ф | Коко Шанель и Игорь Стравинский      | Coco Chanel & Igor Stravinsky      | Артур «Бой» Кэйпел     |
| 2009 | ф | Иоанна — женщина на папском престоле | Die Päpstin                        | Анастасий Библиотекарь |
| 2011 | ф | Ларго Винч: Заговор в Бирме          | Largo Winch: The Burma Conspiracy  | Бомон                  |
| 2011 | ф | Капитан Америка: Первый мститель     | Captain America: The First Avenger | Рёдер                  |
| 2011 | ф | Сопротивление                        | Resistance                         | Себальд                |
| 2013 | ф | Пятая власть                         | The Fifth Estate                   | Хольгер Старк          |
| 2013 | ф | Проклятое место                      | Lost Place                         | Фальк Гайзинге         |
| 2014 | ф | Викинги                              | Northmen - A Viking Saga           | Боварр                 |
| 2015 | ф | Перевозчик: Наследие                 | The Transporter Refueled           | Станислав Тургин       |
| 2015 | с | Версаль                              | Versailles                         | Монкур                 |
| 2016 | с | Маленькие Эйнштейны                  | Schloss Einstein                   | герр Торок             |
| 2017 | с | Тьма                                 | Dark                               | Бернд Допплер          |
| 2018 | с | Убивая Еву                           | Killing Eve                        | Вебер                  |
| 2019 | ф | Люди в чёрном: Интернэшнл            | Men in Black: International        | француз                |
| 2019 | с | Хранители                            | Watchmen                           | Ганс Остерманн         |